# Karl Posch
Karl Posch (* 23. Jänner 1897 in Jennersdorf; † 25. Dezember 1970 in Eisenstadt) war ein österreichischer Verwaltungsjurist und Landesrat.

## Leben
Poschs Vater war Landwirt. Er selbst besuchte das Gymnasium in St. Gotthard und studierte anschließend Jus an der Universität Graz. Ab 1915 musste er als Offizier Kriegsdienst leisten. Nach Kriegsende setzte er sein Studium fort. 1927 wurde er promoviert und trat 1928 in den burgenländischen Landesdienst ein. Ab 1930 arbeitete er bei der Landesregierung, er wurde der Christlichsozialen Partei zugerechnet. Im Februar 1934 wurde er zunächst Bezirkshauptmann von Güssing, ab Juli 1934 dann Bezirkshauptmann von Eisenstadt. Im November 1934 trat er in die burgenländische Landesregierung ein, bis 1938 vertrat er das Burgenland im Länderrat.
Nach dem „Anschluss“ Österreichs wurde er aller Ämter enthoben und zwei Monate in Eisenstadt inhaftiert. Im Oktober 1938 entließ man ihn ohne Pensionsanspruch. Bis zum Ende des Zweiten Weltkriegs war er als Rechtsberater der Finanzkammer und des Apostolischen Administrators für das Burgenland tätig. Nach dem Attentat vom 20. Juli 1944 wurde er erneut für ca. sechs Wochen inhaftiert. Die Nationalsozialisten stuften Posch als „magyarophilen“ Legitimisten und Gegner des Nationalsozialismus ein.
Nach 1945 beteiligte sich Posch an der Wiedererrichtung der Verwaltung des Burgendlandes, er war Bezirkshauptmann von Mattersburg und wurde im Oktober 1945 zum Wirklichen Hofrat und Landesamtsdirektor ernannt. 1962 trat er in den Ruhestand.